# Model 1842 Musket
O Springfield Model 1842 Musket é um mosquete de Percussão de calibre .69" fabricado no início do século XIX no Arsenal Springfield e no Arsenal Harpers Ferry.

## Visão geral
O Model 1842, diferente de seus antecessores, foi o primeiro mosquete padrão americano a ser produzido exclusivamente usando o sistema de espoleta de percussão; além de ser o último mosquete de cano de alma lisa dos EUA. Muitos recursos que foram melhorias adotadas no "Model 1840" eram padrão no Model 1842. O sistema de espoleta de percussao era muito superior ao de pederneira, sendo muito mais confiável e muito mais resistente ao clima.

## Características
O Model 1842, assim como seu "irmão mais velho", o M1840, era um mosquete de calibre ,69 in (17,5 mm) com cano longo de alma lisa, de 42 in (1 070 mm), e comprimento total de 58 in (1 470 mm), pesando pouco menos que 10 lb (4,54 kg).

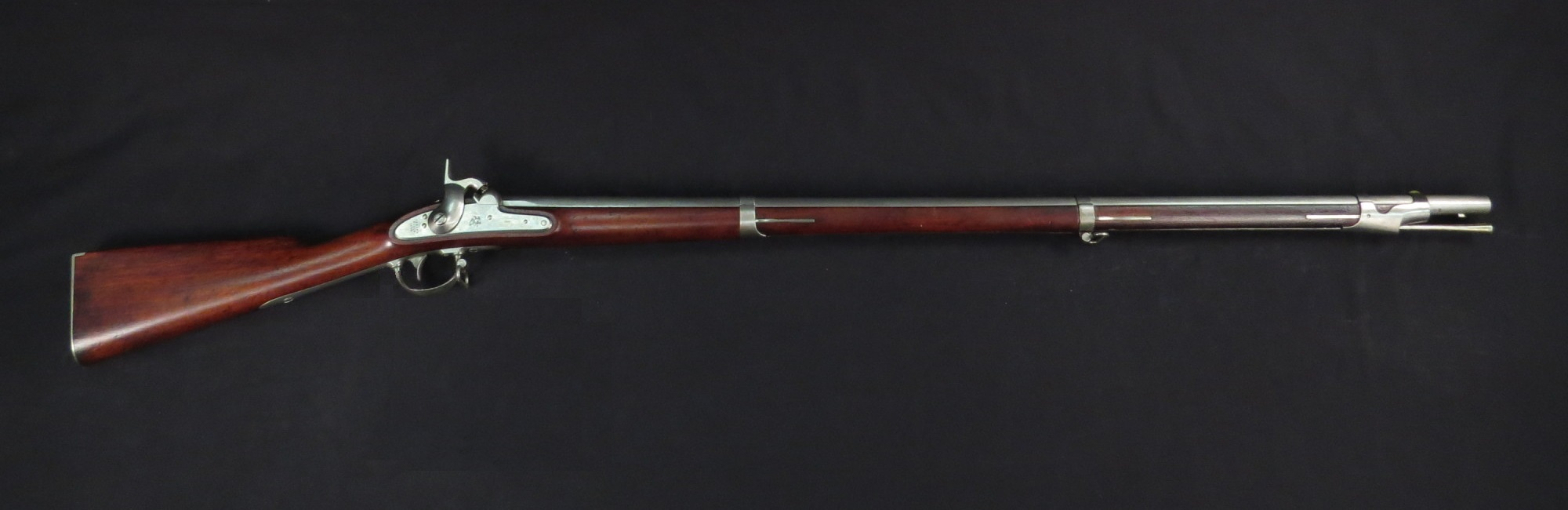
O Springfield Model 1842 "Pattern Piece" (gabarito para produção).

### Produção
Uma grande ênfase foi colocada nos processos de fabricação do Model 1842. Foi a primeira arma portátil produzida nos EUA com peças totalmente intercambiáveis (feitas à máquina). Aproximadamente 275.000 mosquetes Model 1842 foram produzidos nos arsenais de Springfield e Harper's Ferry entre 1844 e 1855. Os mosquetes Model 1842 também foram feitos por empreiteiros privados. No entanto, eram poucos. Alguns foram feitos por "A.H. Waters" e "B. Flagg & Co", ambos de Millbury, Massachusetts. Esses exedmplares se distinguiam por terem peças complementares menores de latão em vez de ferro. A A.H. Waters fechou devido à falta de contratos na Nova Inglaterra, e a Flagg firmou uma parceria com a William Glaze da Carolina do Sul. Eles realocaram o maquinário para o "Palmetto Armory" em Columbia, Carolina do Sul.
Em vez da marcação de "V" sobre "P" acima da cabeça da águia, das fabricadas em Springfield, essas armas geralmente eram marcadas com "P" sobre "V" acima de uma árvore de palmito. A maior parte da produção do Arsenal de Palmetto foi para a milícia estadual da Carolina do Sul. Havia apenas 6.020 mosquetes Model 1842 produzidos naquele contrato e nenhum foi feito lá depois de 1853.
Como o "M1840" anterior, o Model 1842 foi produzido com um cano intencionalmente mais grosso do que o necessário, com a suposição de que provavelmente seria estriado mais tarde. Como os projetistas previram, cerca de 14.000 mosquetes Model 1842, tiveram os canos estriados, e também tiveram miras dobráveis adaptadas na parte superior traseira do cano. para que pudessem disparar a "Minié ball" recém-desenvolvida. Testes conduzidos pelo Exército dos EUA mostraram que o mosquete calibre .69 não era tão preciso quanto os mosquetes estriados de calibre menor. Além disso, a "Minié ball", sendo cônica e mais longa do que larga, tinha muito mais massa do que uma bola redonda do mesmo calibre. Uma "Minié ball" de calibre menor pode ser usada para fornecer tanta massa no alvo quanto uma bala esférica maior de calibre .69". Por essas razões, o Model 1842 foi o último mosquete no calibre .69". O Exército posteriormente padronizou o calibre ".58 Minié Ball", usado nos Springfield Model 1855 e Model 1861.

## Utilização
Tanto a versão original de cano de alma lisa quanto a versão de cano estriado do Model 1842 foram usadas na Guerra Civil Americana. A versão de cano liso foi produzida sem mira (exceto por um elemento na cinta metálica frontal que prendia o cano à coronha). Quando os mosquetes Modelo 1842 foram modificados para terem canos estriados, as miras dobráveis também eram adicionadas.
O Model 1842 foi utilizado na Guerra Mexicano-Americana, mas primordialmente, e de forma mais efetiva, na Guerra Civil Americana.